# Architecture logique
L'architecture logique décrit une « répartition des tâches »  au sein du réseau (organisation de la circulation des données). Les principales sont :
- pair-à-pair : tous les postes sont « égaux » et partagent(ou non) des données et des périphériques ; ils sont à la fois client et serveur,
- client-serveur : les postes clients demandent (selon leurs droits) l'exécution de services au(x) serveur(s) qui centralise(nt) des ressources[1].